# Parker Kane
Parker Kane es un telefilme estadounidense de acción, drama y crimen de 1990, dirigido por Steve Perry, escrito por Peter M. Lenkov, musicalizado por Jay Ferguson, en la fotografía estuvo Jan de Bont y los protagonistas son Jeff Fahey, Marisa Tomei y Drew Snyder, entre otros. Este largometraje fue producido por Orion Television y Silver Pictures Television; se estrenó el 5 de agosto de 1990.

## Sinopsis
Parker Kane era un investigador de la policía, ahora es un detective privado. Cuando matan a su amigo Joey, dejando un maletín lleno de plata, Kane se propone averiguar quién fue el culpable. Las pistas lo llevan a una gran estafa que implica el vertido ilegal de desechos tóxicos.